# Gobierno de Mariano Ospina Pérez
El gobierno de Mariano Ospina Pérez fue el gobierno en Colombia, entre 1946 y 1950. Su gobierno marco el fin de la denominada República Liberal (1930-1946), al ser elegido en las elecciones presidenciales de Colombia en 1946 y significó el regreso del Partido Conservador al poder.

## Llegada al poder
Para las elecciones del 5 de mayo de 1946, los liberales se presentaron divididos entre las dos candidaturas: oficialista de Gabriel Turbay (apoyado por el actual Partido Comunista) y la liberal disidente de Jorge Eliécer Gaitán, mientras que el candidato único del Partido Conservador fue Mariano Ospina Pérez. 
Ospina Pérez tuvo 565 939 votos frente a los 441.199 de Turbay y los 358.957 de Gaitán.

## Gabinete
| Cargo                                                              | Imagen | Nombre                       | Partido     | Inicio                                      | Final                    |
| ------------------------------------------------------------------ | ------ | ---------------------------- | ----------- | ------------------------------------------- | ------------------------ |
| Ministro de Gobierno                                               |        | Manuel Barrera Parra         | Conservador | 7 de agosto de 1946                         | 11 de diciembre de 1946  |
| Ministro de Gobierno                                               |        | Roberto Urdaneta Arbeláez    | Conservador | 11 de diciembre de 1946                     | 14 de enero de 1948      |
| Ministro de Gobierno                                               |        | José Antonio Montalvo        | Conservador | 14 de febrero de 1948                       | 21 de mayo de 1948       |
| Ministro de Gobierno                                               |        | Eduardo Zuleta Ángel         | Conservador | 21 de mayo de 1948                          | 10 de abril de 1948      |
| Ministro de Gobierno                                               |        | Darío Echandía Olaya         | Liberal     | 10 de abril de 1948                         | 21 de mayo de 1949       |
| Ministro de Gobierno                                               |        | Cr. Régulo Gaitán            | Militar     | 21 de mayo de 1949                          | 26 de septiembre de 1949 |
| Ministro de Gobierno                                               |        | Luis Ignacio Andrade         | Conservador | 26 de septiembre de 1949                    | 7 de agosto de 1950      |
| Ministro de Guerra                                                 |        | Luis Tamayo                  |             | 7 de agosto de 1946                         | 11 de diciembre de 1946  |
| Ministro de Guerra                                                 |        | Carlos Sanz de Santamaría    |             | 11 de diciembre de 1946                     | 23 de abril de 1947      |
| Ministro de Guerra                                                 |        | Fabio Lozano y Lozano        |             | 23 de abril de 1947                         | 21 de marzo de 1948      |
| Ministro de Guerra                                                 |        | Fernando Londoño Londoño     |             | 21 de marzo de 1948                         | 10 de abril de 1948      |
| Ministro de Guerra                                                 |        | Gr. Germán Ocampo            | Militar     | 10 de abril de 1948                         | 8 de mayo de 1949        |
| Ministro de Guerra                                                 |        | Eduardo Zuleta Ángel         |             | 8 de mayo de 1949                           | 21 de mayo de 1949       |
| Ministro de Guerra                                                 |        | Gr. Rafael Sánchez Amaya     |             | 21 de mayo de 1949                          | 19 de abril de 1950      |
| Ministro de Guerra                                                 |        | Roberto Urdaneta Arbélaez    |             | 19 de abril de 1950                         | 7 de agosto de 1950      |
| Ministro de Justicia                                               |        | Arturo Tapias Piloneta       |             | 7 de agosto de 1946                         | 23 de abril de 1947      |
| Ministro de Justicia                                               |        | Alejandro Cabal Pombo        |             | 23 de abril de 1947                         | 18 de junio de 1947      |
| Ministro de Justicia                                               |        | Pedro Manuel Arenas          |             | 18 de junio de 1947                         | 10 de julio de 1947      |
| Ministro de Justicia                                               |        | José Antonio Montalvo        |             | 10 de julio de 1947                         | 14 de enero de 1948      |
| Ministro de Justicia                                               |        | Samuel Arango Reyes          |             | 14 de enero de 1948                         | 21 de marzo de 1948      |
| Ministro de Justicia                                               |        | José Antonio Montalvo        |             | 21 de marzo de 1948                         | 10 de abril de 1948      |
| Ministro de Justicia                                               |        | Samuel Arango Reyes          |             | 10 de abril de 1948                         | 8 de mayo de 1949        |
| Ministro de Justicia                                               |        | Samuel Moreno Olano          |             | 8 de mayo de 1949                           | 21 de mayo de 1949       |
| Ministro de Justicia                                               |        | Gr. Miguel San Juan          |             | 21 de mayo de 1949                          | 2 de febrero de 1950     |
| Ministro de Justicia                                               |        | Domingo Arenas Serrano       |             | 2 de febrero de 1950                        | 12 de marzo de 1950      |
| Ministro de Justicia                                               |        | Pedro Manuel Arenas          |             | 12 de marzo de 1950                         | 7 de agosto de 1950      |
| Ministro de Relaciones Exteriores                                  |        | Francisco José Umaña Bernal  |             | 7 de agosto de 1946                         | 11 de diciembre de 1946  |
| Ministro de Relaciones Exteriores                                  |        | Carlos Lozano y Lozano       |             | 11 de diciembre de 1946                     | 23 de abril de 1947      |
| Ministro de Relaciones Exteriores                                  |        | Luis López de Mesa           |             | 23 de abril de 1947                         | 5 de mayo de 1947        |
| Ministro de Relaciones Exteriores                                  |        | Domingo Esguerra             |             | 5 de mayo de 1947                           | 21 de marzo de 1948      |
| Ministro de Relaciones Exteriores                                  |        | Laureano Gómez Castro        |             | 21 de marzo de 1948                         | 10 de abril de 1948      |
| Ministro de Relaciones Exteriores                                  |        | Guillermo León Valencia      |             | 10 de abril de 1948                         | 21 de mayo de 1949       |
| Ministro de Relaciones Exteriores                                  |        | Eduardo Zuleta Ángel         |             | 21 de mayo de 1949                          | 26 de septiembre de 1949 |
| Ministro de Relaciones Exteriores                                  |        | Eliseo Arango Ramos          |             | 26 de septiembre de 1949                    | 2 de febrero de 1950     |
| Ministro de Relaciones Exteriores                                  |        | Evaristo Sourdis             |             | 2 de febrero de 1950                        | 7 de agosto de 1950      |
| Ministro de Educación                                              |        | Mario Carvajal Borrero       | Conservador | 7 de agosto de 1946                         | 9 de febrero de 1947     |
| Ministro de Educación                                              |        | Eduardo Zuleta Ángel         |             | 9 de febrero de 1947                        | 15 de noviembre de 1947  |
| Ministro de Educación                                              |        | Joaquín Estrada Monsalve     |             | 15 de noviembre de 1947                     | 21 de marzo de 1948      |
| Ministro de Educación                                              |        | Fabio Lozano Lozano          |             | 21 de marzo de 1948                         | 21 de mayo de 1949       |
| Ministro de Educación                                              |        | Eliseo Arango Ramos          |             | 21 de mayo de 1949                          | 26 de septiembre de 1949 |
| Ministro de Educación                                              |        | Eleuterio Serna Ramírez      |             | 26 de septiembre de 1949                    | 10 de octubre de 1949    |
| Ministro de Educación                                              |        | Manuel Mosquera Garcés       |             | 10 de octubre de 1949                       | 7 de agosto de 1950      |
| Ministro de Minas y Petróleos                                      |        | Luis Buenahora               |             | 7 de agosto de 1946                         | 11 de diciembre de 1946  |
| Ministro de Minas y Petróleos                                      |        | Tulio Enrique Tascón         |             | 11 de diciembre de 1946                     | 13 de octubre de 1947    |
| Ministro de Minas y Petróleos                                      |        | Francisco de Paula Vargas    |             | 13 de octubre de 1947                       | 21 de marzo de 1948      |
| Ministro de Minas y Petróleos                                      |        | Joaquín Estrada Monsalve     |             | 21 de marzo de 1948                         | 10 de abril de 1948      |
| Ministro de Minas y Petróleos                                      |        | Alonso Arango Quintero       |             | 10 de abril de 1948                         | 23 de marzo de 1949      |
| Ministro de Minas y Petróleos                                      |        | Samuel Arango Moreno         |             | 23 de marzo de 1949                         | 21 de mayo de 1949       |
| Ministro de Minas y Petróleos                                      |        | José Elías del Hierro        |             | 21 de mayo de 1949                          | 7 de agosto de 1950      |
| Ministro de Obras Públicas                                         |        | Darío Botero Isaza           |             | 7 de agosto de 1946                         | 23 de abril de 1947      |
| Ministro de Obras Públicas                                         |        | Luis Ignacio Andrade         |             | 23 de abril de 1947                         | 8 de mayo de 1949        |
| Ministro de Obras Públicas                                         |        | Víctor Archila Briceño       |             | 8 de mayo de 1949                           | 7 de agosto de 1950      |
| Ministro de Correos y Telégrafos                                   |        | José Vicente Dávila Tello    |             | 7 de agosto de 1946                         | 3 de mayo de 1949        |
| Ministro de Correos y Telégrafos                                   |        | BG. Gustavo Rojas Pinilla    |             | 3 de mayo de 1949                           | 7 de agosto de 1950      |
| Ministro de Hacienda                                               |        | Francisco de Paula Vargas    |             | 7 de agosto de 1946                         | 27 de octubre de 1947    |
| Ministro de Hacienda                                               |        | José María Bernal            |             | 27 de octubre de 1947                       | 7 de marzo de 1949       |
| Ministro de Hacienda                                               |        | Hernán Jaramillo Ocampo      |             | 7 de marzo de 1949                          | 17 de marzo de 1950      |
| Ministro de Hacienda                                               |        | Pedro Manuel Arias           |             | 17 de marzo de 1950                         | 7 de agosto de 1950      |
| Ministro de Economía (dividido en 1948)                            |        | Antonio María Pradilla Parra |             | 7 de agosto de 1946                         | 11 de diciembre de 1946  |
| Ministro de Economía (dividido en 1948)                            |        | Roberto Marulanda            |             | 11 de diciembre de 1946                     | 23 de abril de 1947      |
| Ministro de Economía (dividido en 1948)                            |        | Moisés Prieto                |             | 23 de abril de 1947                         | 14 de enero de 1948      |
| Ministro de Economía (dividido en 1948)                            |        | Guillermo Salamanca          |             | 14 de enero de 1948                         | 21 de marzo de 1948      |
| Ministro de Comercio e Industria                                   |        | Guillermo Salamanca          |             | 21 de marzo de 1948-7 de junio de 1948      |                          |
| Ministro de Comercio e Industria                                   |        | José del Cármen Mesa         |             | 7 de junio de 1948-8 de mayo de 1949        |                          |
| Ministro de Comercio e Industria                                   |        | Jorge Leyva Urdaneta         |             | 8 de mayo de 1949-2 de octubre de 1949      |                          |
| Ministro de Comercio e Industria                                   |        | Alfonso Restrepo Moreno      |             | 2 de octubre de 1949-22 de octubre de 1949  |                          |
| Ministro de Comercio e Industria                                   |        | Juan Guillermo Restrepo      |             | 22 de octubre de 1949-2 de febrero de 1950  |                          |
| Ministro de Comercio e Industria                                   |        | César Tulio Delgado          |             | 2 de febrero de 1950-7 de agosto de 1950    |                          |
| Ministro de Agricultura y Ganadería                                |        | Alfredo García Cadena        |             | 21 de marzo de 1948-10 de abril de 1948     |                          |
| Ministro de Agricultura y Ganadería                                |        | Pedro Castro Monsalvo        |             | 10 de abril de 1948-21 de mayo de 1949      |                          |
| Ministro de Agricultura y Ganadería                                |        | Santiago Trujillo Gómez      |             | 21 de mayo de 1949-3 de diciembre de 1949   |                          |
| Ministro de Agricultura y Ganadería                                |        | José Vicente Dávila Tello    |             | 3 de diciembre de 1949-2 de febrero de 1950 |                          |
| Ministro de Agricultura y Ganadería                                |        | Juan Guillermo Restrepo      |             | 2 de febrero de 1950-7 de agosto de 1950    |                          |
| Ministro de Trabajo, Higiene y Previsión Social (dividido en 1947) |        | Blas Herrera Anzoategui      |             | 7 de agosto de 1946-27 de abril de 1947     |                          |
| Ministro de Trabajo                                                |        | Delio Jaramillo Arbeláez     |             | 27 de abril de 1947-21 de marzo de 1948     |                          |
| Ministro de Trabajo                                                |        | Evaristo Sourdis             |             | 21 de marzo de 1948-2 de febrero de 1950    |                          |
| Ministro de Trabajo                                                |        | Víctor Guillermo Ricardo     |             | (2 de febrero de 1950- 7 de agosto de 1950  |                          |
| Ministro de Higiene                                                |        | Jorge Bejarano               |             | 11 de diciembre de 1946-23 de abril de 1947 |                          |
| Ministro de Higiene                                                |        | Pedro Eliseo Cruz            |             | 23 de abril de 1947-21 de marzo de 1948     |                          |
| Ministro de Higiene                                                |        | Hernando Azola Cubides       |             | (21 de marzo de 1948-21 de mayo de 1949     |                          |
| Ministro de Higiene                                                |        | Jorge Cavelier Gaviria       |             | 21 de mayo de 1949-7 de agosto de 1950      |                          |

## Política Interna

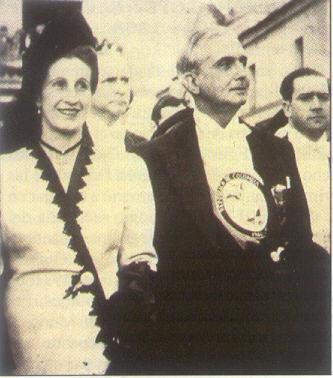
Mariano Ospina Pérez y su esposa Bertha Hernández, el día de su posesión, 7 de agosto de 1946.

Mariano Ospina Pérez propuso un gobierno de Unidad Nacional, en medio de un clima político alterado por los sucesos de violencia como la Masacre de Gachetá en 1939, y el asesinato de Mamatoco en 1943, entre otros. La Unidad Nacional, duro hasta 1947, por el retiro del Partido Liberal, debido a los hechos de violencia. 
Volvería a conformarse la Unidad Nacional en 1948, luego del 9 de abril. En 1949, tras los sucesos del Bogotazo, el recrudecimiento de la violencia y el cierre del Congreso de la República se rompió, por segunda vez, el proceso de Unidad Nacional, iniciando el proceso hacia un gobierno de partido el cual se vería en el gobierno de Laureano Gómez.

### Políticas de gobierno
El 23 de diciembre de 1946, sancionó el Acto Legislativo 1, en el cual se determinó que las Asambleas departamentales eran de elección popular. Para el 25 de noviembre de 1947, es promulgado el Acto Legislativo 1 de ese año, a través del cual se fijaría las condiciones necesarias para ser magistrado de la Corte Suprema de Justicia y de los Tribunales superiores.

### Políticas Laborales
El gobierno de Ospina, promulgó el Código Sustantivo y Procesal del Trabajo, con el Decreto 2158 de 1948, habiéndose aprobado previamente el salario mínimo, con la prohibición de rebajarlo; implantó la prima semestral y propició la expedición del decreto 1832 de 1948, que ordenó el suministro de overoles y calzado a los trabajadores dos veces al año.
Propició la creación de la Unión de Trabajadores de Colombia (UTC) que se basó en sus inicios en la doctrina social católica.

### Creación de ministerios
Se presentó la división del Ministerio de Previsión Social, con la creación del Ministerio de Higiene, y del Ministerio de Trabajo. También se dividió el Ministerio de Economía Nacional con la creación del Ministerio de Agricultura y Ganadería y del Ministerio de Comercio e Industria. 
En la Navidad de 1947, y por medio de una iniciativa legislativa impulsada por congresistas miembros de la Sociedad de Agricultores de Colombia (SAC), se le otorgaron facultades especiales a Ospina, quien el 21 de marzo de 1948 dividió el Ministerio de Economía Nacional en dos carteras, de la que se desprendió el Ministerio de Agricultura y Ganadería.

### Creación de entidades
Fueron creados el Instituto Nacional de Nutrición e Investigaciones Fisiológicas (luego vinculado al Instituto de Mercadeo Agropecuario IDEMA) con la Ley 44 de 1947, el Instituto de Seguros Sociales, la aprobación del Instituto Nacional de Aprovechamiento de Aguas y Fomento Eléctrico. con la Ley 80 de 1946; la creación del Instituto de Fomento Algodonero, la fundación del Instituto de Parcelaciones, Colonización y Defensa Forestal (luego Instituto Colombiano de la Reforma Agraria INCORA) con el Decreto 1483 de 1948; la creación de los planes y filosofía del Instituto Colombiano de Crédito Educativo y Estudios Técnicos en el Exterior (ICETEX), fundado en 1952; y la creación del Consejo Nacional de Petróleos con la Ley 31 de 1946. Bajo su gobierno se creó la Reserva de La Macarena, por medio del Decreto 438 del 22 de febrero de 1949.

### Reforma electoral de 1949

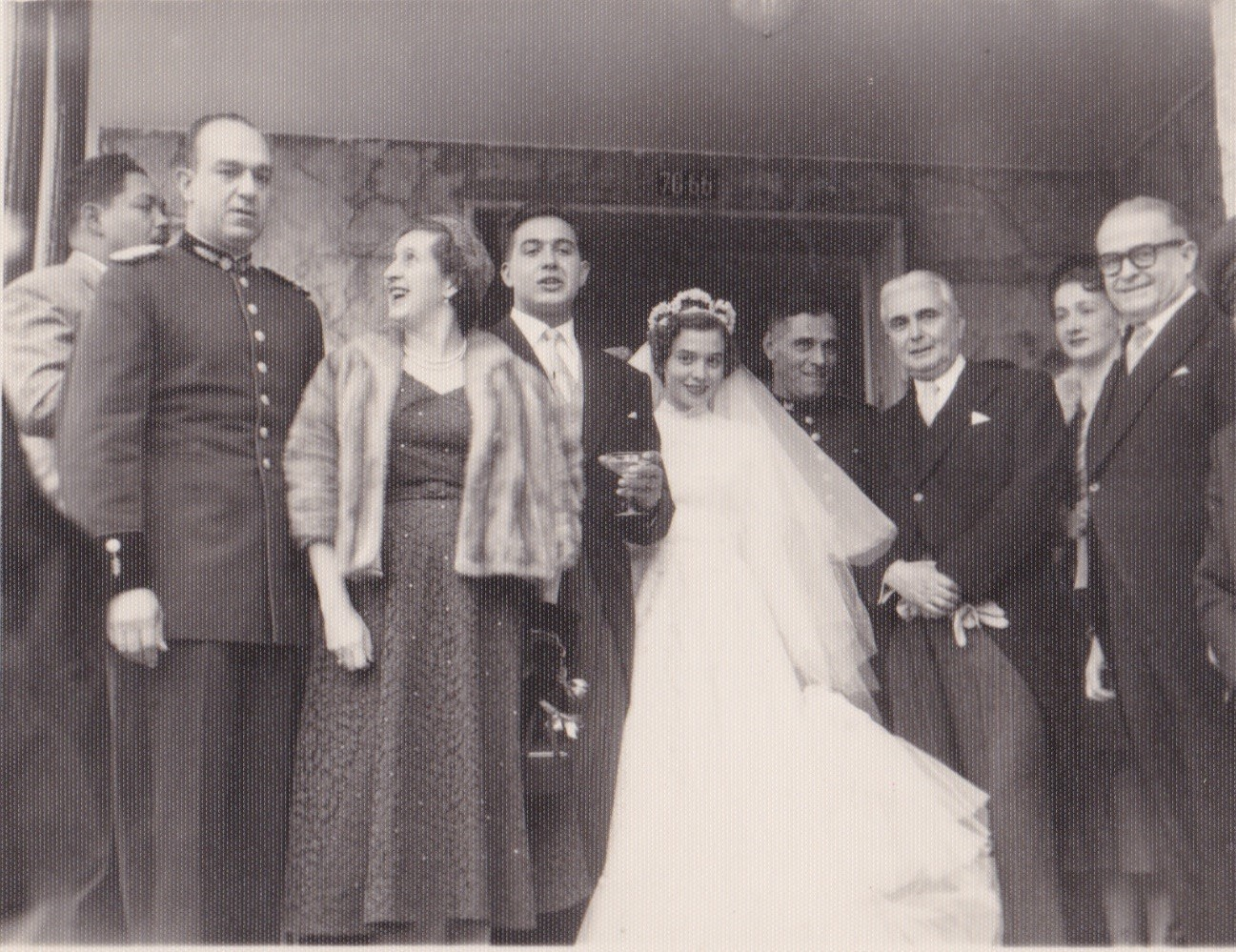
Mariano Ospina Pérez y Bertha Hernández.

Se creó la Registraduría Nacional del Estado Civil, con la Ley 89 de 1948. El 22 de septiembre de 1949, gracias a una reforma liberal a la que Ospina se opuso en un principio (pero que acabó siendo obligado a aceptar), se adelantaron las elecciones presidenciales (planteadas para junio de 1950). Laureano Gómez fue proclamado candidato por el conservatismo, tras el retiro de la candidatura del liberal Darío Echandía quien luego de renunciar a la cartera de Gobierno y lanzar su candidatura a mediados de 1949, denunció falta de garantías de seguridad, tras el asesinato de su hermano a manos de un policía en medio de manifestaciones pro-liberales. Más tarde Ospina y Gómez se convirtieron en enemigos políticos, lo que produjo una división interna en el Partido Conservador, debido a que Ospina planeaba entregarle el poder a un comité bipartidista, aplazando las elecciones por cuatro años, pero no sólo la idea no gustó entre los liberales, que consideraron a Ospina como un dictador, sino que su propio partido estaba más interesado en apoyar a Gómez que a él mismo. En medio del calor de las discusiones, hubo un tiroteo en el Capitolio Nacional, el 8 de septiembre de 1949, en el que dos liberales se batieron en un duelo armado, resultado herido uno de ellos (Jorge Soto del Corral) y el otro muerto (Gustavo Jiménez Jiménez).

## Orden Público

### La Violencia

#### Recrudecimiento de la Violencia
Se presentó un recrudecimiento de la violencia política en Colombia. Al finalizar el primer año del gobierno de Ospina ya había cobrado 14 mil víctimas. Jorge Eliécer Gaitán denunció al gobierno por una importación de gases lacrimógenos procedentes de Panamá y transportados por la Fuerza Aérea de los Estados Unidos. Después de los debates en el Congreso, se descubrió que inicialmente los gases fueron solicitados por el gobierno de Alberto Lleras Camargo (la anterior administración liberal) y que Ospina sólo se había limitado a reactivar el pedido ante los motines de octubre de 1946, cuando los mismos fueron reprimidos en Bogotá y se militarizó Cali. El poder se encontraba en manos de las elites sociopolíticas del país, y a partir de 1948 las Fuerzas Militares se afianzaron como actores políticos recibiendo misiones políticas y administrativas. En varios municipios afectados por La Violencia, fueron nombrados alcaldes militares. En este gobierno se modernizó la Armada de la República y se creó la Policía Rural.

#### Conflictos Laborales
Desde agosto de 1946 hasta finales de 1947, hubo cerca de 600 conflictos colectivos, con un número creciente de despedidos. También se produjeron despidos “políticos” para reemplazar liberales por conservadores. Las huelgas se sucedían: de los empleados de Obras Públicas del Huila a los trabajadores municipales de Medellín, Cali y Bogotá y de estos a los obreros del petróleo. 
En febrero de 1947, la Central de Trabajadores de Colombia (CTC) organizó en Bogotá una manifestación contra el gobierno con pancartas que decían “Francia 1793, Rusia 1917, Bolivia y Venezuela 1946 ¿Colombia hasta cuándo?”. Así fue como la consigna de huelga general lanzada por la CTC contra el gobierno se expandió rápidamente. La respuesta, se dio con “la creación de grupos especializados dedicados a la vigilancia de los sindicatos y de las distintas actividades políticas, grupos que el liberalismo denominaba policía política o Popol.

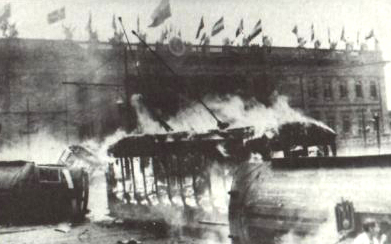
Tranvía en llamas frente al Capitolio durante el Bogotazo

#### El Bogotazo
«Para la democracia colombiana vale más un presidente muerto, que un presidente fugitivo»
Berta Hernández

## Economía
Se realizaron avances en materia de telecomunicaciones, energías, petróleo y a nivel comercial, además de la fundación de la fábrica de soda y productos derivados de la sal. Como consecuencia de las obras hechas para la IX Conferencia Panamericana, en 1948, la inflación en Colombia subió hasta el 17,33% en apenas un mes.

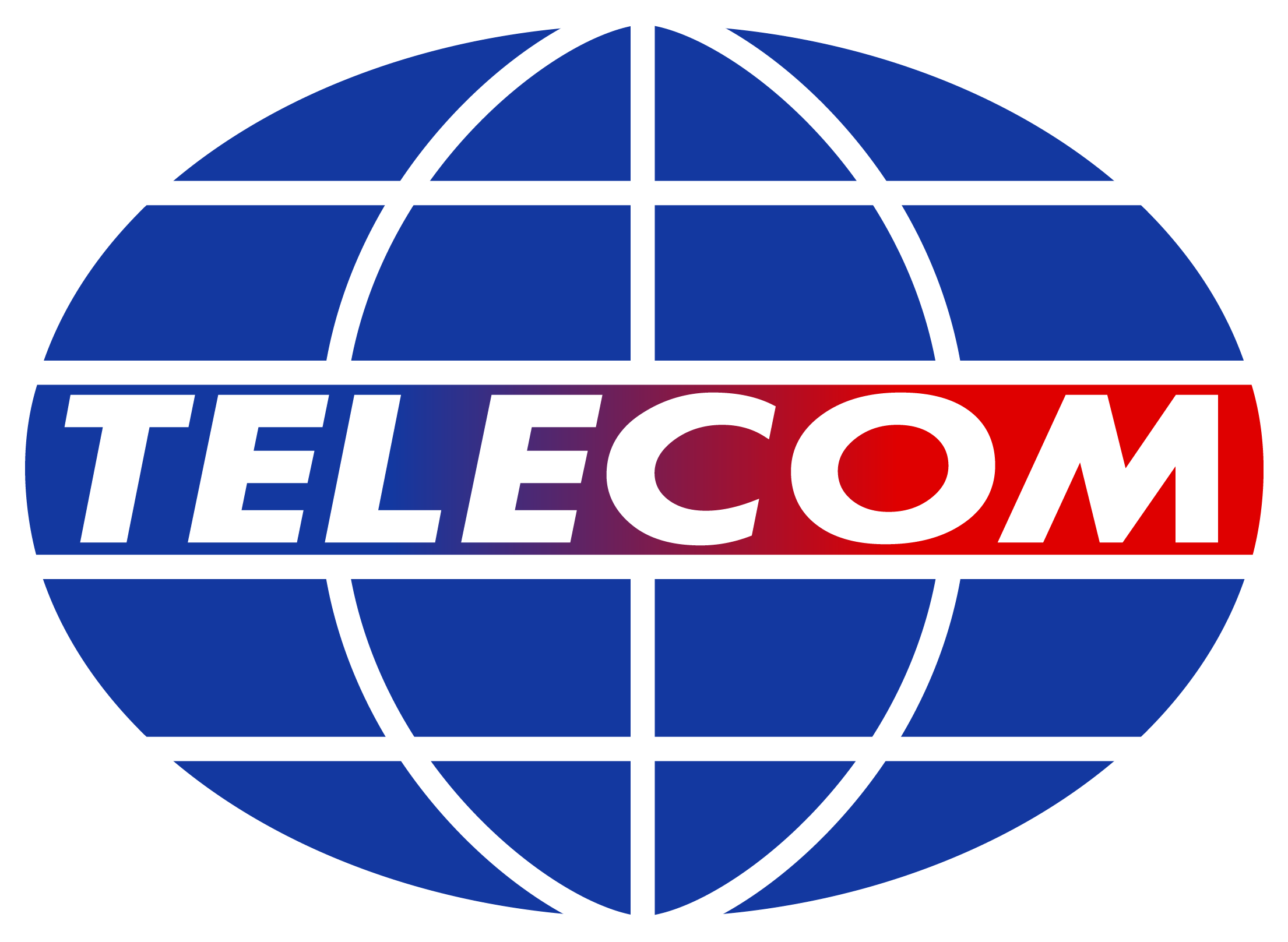
Logo de Telecom, hasta 2003.

### Empresa Nacional de Telecomunicaciones
Fue creada la Empresa Nacional de Telecomunicaciones Telecom,  el 23 de mayo de 1947,  resultado de la fusión de la empresa Marconi Wireless Telegraph y la Radio Nacional. De esta forma se nacionalizaron los servicios telefónicos, radiotelegráficos y radiotelefónicos que desde finales del siglo XIX venían siendo asumidos por empresas internacionales de capital privado. Un año después, en abril de 1948, con la IX Conferencia Panamericana, se inició en Colombia el servicio telefónico internacional que dio paso a la reglamentación de la interconexión de redes telefónicas.

### Política energética
La construcción de las Acerías Paz del Río como Empresa Siderúrgica Nacional de Paz de Río, mediante la Ley 45 de 1947.  También supervisó la entrega de las concesiones fluviales sobre el Río Magdalena que poseía la Tropical Oil Company,(cuyos obreros recibieron su gobierno entre huelgas y movilizaciones sindicales), para explotaciones petrolíferas, desde 1921. Con las concesiones de vuelta al país, fue creada la Empresa Colombiana de Petróleos (Ecopetrol) y la inauguración del oleoducto localizado entre Barrancabermeja y Puerto Berrío, resultado de las huelgas obreras de las petroleras, quienes durante El Bogotazo, se tomaron Barrancabermeja por algunos días. Otras huelgas similares afectaron también a la Concesión Barco, propiedad de los Barcoː Jorge Barco Maldonado y su hijo Virgilio y obligaron a la reversión de la Concesión de Mares. Ecopetrol fue consolidada por el gobierno de Laureano Gómez en 1951. La explotación de petróleo permitió el aumento de carreteras y la extensión del tendido eléctrico, así como la creación de centrales hidroeléctricas como la Represa del Sisga (iniciada en 1948 y finalizada en 1951), y las de Saldaña, Coello y del Embalse del Neusa (iniciado en 1949 y finalizado en 1952).

### Flota Mercante Grancolombiana
Se constituyó el 8 de junio de 1946, una sociedad mercante internacional con apoyo de los gobiernos de Venezuela y Ecuador. El gobierno colombiano tenía la participación mayoritaria en dicha flota, que fue financiada con dineros del Fondo Nacional Cafetero, de propiedad de la Federación Nacional de Cafeteros de Colombia (Fedecafé). A pesar de que la flota se creó formalmente meses antes de la posesión de Ospina, bajo el primer gobierno de Alberto Lleras Camargo, fue Ospina el encargado de sacar adelante el proyecto. En 1947 la flota comenzó operaciones gracias a la adquisición de varias naves de la Marina de los Estados Unidos. Fue favorecida por la Ley 10 de 1946.
En 1947 la flota comenzó operaciones gracias a la adquisición de varias naves de la Marina de los Estados Unidos, y llegó a tener tanto prestigio y éxito que incluso fue llevada ante los tribunales estadounidenses en los años 60, porque estaba amenazando el poder estadounidense de la Sociedad Grace Line, la mayor transportista naviera en ese momento.

## Relaciones Exteriores

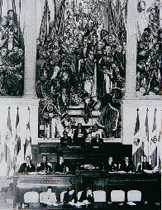
IX Conferencia Panamericana en el Salón Elíptico del Capitolio Nacional frente al mural por Santiago Martínez Delgado.

### Novena Conferencia Panamericana
Del 30 marzo al 2 de mayo de 1948, se instaló en Bogotá la IX Conferencia Panamericana, luego de haber sido aplazada en 1943 y en 1947. El canciller Laureano Gómez, dirigió el embellecimiento de Bogotá. Se creó la Avenida de Las Américas (incluyendo el Monumento a las Banderas, que contenía las banderas de los 21 países asistentes al evento) y la renovación de vías y edificios. La conferencia avanzó sin mayores contratiempos hasta el asesinato de Jorge Eliecer Gaitán (a quien se le prohibió el ingreso a la sesiones), el 9 de abril de 1948, lo que provocó el caos en la ciudad. Por la seguridad de los agentes diplomáticos, el gobierno y el canciller Laureano Gómez llevaron las sesiones al colegio Gimnasio Moderno, algunas calles arriba del Capitolio Nacional (sede principal de las reuniones).
Terminadas las sesiones, se firmaron varios documentos importantes como el Pacto de Bogotá, la carta fundacional de la Organización de los Estados Americanos (OEA), el Convenio Económico de Bogotá, y acuerdos de alineación al capitalismo y defensa contra el comunismo soviético, tema incluido en la agenda por el delegado de Estados Unidos, el veterano de la Segunda Guerra Mundial George Marshall. Terminadas las sesiones, se firmaron varios documentos importantes como el Pacto de Bogotá, la carta fundacional de la Organización de los Estados Americanos (OEA), se  sustituyó la Unión Panamericana; el Convenio Económico de Bogotá, y acuerdos de alineación al capitalismo y defensa contra el comunismo soviético,  tema incluido en la agenda por el delegado de Estados Unidos, el veterano de la Segunda Guerra Mundial George Marshall.

### Rompimiento de relaciones con la Unión Soviética
El 3 de mayo de 1948, Colombia rompió relaciones diplomáticas con la Unión Soviética, debido a su supuesta participación en el asesinato de Jorge Eliécer Gaitán y en El Bogotazo.

## Oposición
Sus opositores fueron el Partido Liberal (liderado por Jorge Eliécer Gaitán), y en menor medida el Partido Comunista.

“El hambre no es ni liberal ni conservadora”
Jorge Eliécer Gaitán

La oposición reuniera más de doscientas mil personas en una expresión de protesta sin precedentes hasta el momento: la Marcha del Silencio, organizada el sábado 7 de febrero de 1948, cuando el liberalismo se retiró de los ministerios y de las gobernaciones, donde Gaitán pronunció la Oración por la paz. El liberalismo volvió al gobierno después del 9 de abril y hasta mayo de 1949. 
El triunfo de Laureano Gómez, en diciembre de 1949, vino acompañado por la decisión de la Dirección Nacional Liberal de ejercer oposición política en "toda línea".

## Controversias

### Prohibición de la chicha
El  decreto 1839 del 2 de junio de 1948, determino la prohibición de venta de la chicha y el guarapo. Posteriormente sería ampliada la prohibición por la Ley 34 del 5 de noviembre de 1948. Esta prohibición disminuiría el consumo de chicha y aumentaría el de cerveza, pero la bebida se mantendría como patrimonio de Bogotá, gracias a tradiciones como el Festival de la Chicha del Barrio La Perseverancia.

### Cierre del congreso
Luego del asesinato de Jorge Eliécer Gaitán, fue decretado el estado de sitio, y fue clausurado el Congreso de la República el 9 de noviembre de 1949, ya que se propuso adelantarle un juicio político al presidente Mariano Ospina Pérez.